# Хевра кадиша
Хевра кадиша (ед. ч. хевра кадише ивр. חברה קדישא‎, от иуд.-арам. חברא קדישא‎ — «святое (посвящённое) братство», мн. ч. хевре кадише) в иудаизме — погребальное братство богоугодно-благотворительного характера. Ещё в XIX веке составляли необходимую принадлежность каждой еврейской общины.

## История
Возникли повсеместно одновременно с появлением главных атрибутов оседлой общинной жизни — кладбища и постоянной синагоги. Предназначались для исполнения многообразных функций из области общественного призрения; согласно уставу, каждое братство было обязано:
- навещать больных общины, как богатых, так и бедных, а последних лечить за счёт братства;
- ночевать у более тяжких больных;
- заведовать кладбищем, взимать при похоронах ту или другую плату за место, а бедных хоронить бесплатно;
- оказывать помощь бедным раздачей милостыни;
- предоставлять странникам временный приют и ночлег[2].

### Членство
«Святые братства» представляли организации более или менее демократические; членами их могли быть все местные жители, пользовавшиеся правом оседлости; допускались к участию даже женщины; вступление в члены не было ограничено даже возрастом; принимались и малолетние; рабби Шнеур Залман был принят в лиозненское братство на втором году жизни; в некоторых местах мальчиков записывали в братство при обряде обрезания. Принимаемый в члены обязан был сделать известный взнос в пользу братства.

### Организация
Члены братства делились на «товарищей» (חברים‎, хавери́м) и «прислужников» (שמשים‎, шамаши́м). Лишь пройдя стадию «прислужника» можно было стать полноправным «товарищем». Тяжёлые обязанности (например, хоронить покойников, быть на посылках у братства) исполняли прислужники. Обязанности малолетних прислужников должны были исполняться их родителями. Впрочем, всякий имел право нанять за себя платных исполнителей.
Члены братства подразделялись на «знамёна» (דגלים‎). Каждое «знамя» отбывало службу известную часть года.
Во главе братства стояли «распорядители» (габаи́м), число коих в разных братствах было различным (от 1 до 3-х). Порой к габаим избирались ещё доверенные лица (неэмани́м), которые были обязаны следить за правильностью поступления и расходования братских сумм. Братство избирало иногда специального «хранителя пинкоса» и назначало распорядительниц из женщин (נשים גנאות‎), которые, однако, занимали подчинённое положение. Там, где были несколько габаим они исполняли свои обязанности в известные сроки и каждый очередной габай назывался па́рнас-хо́деш («парнас на месяц»). Габай наблюдал за исполнением братьями их обязанностей; ему непосредственно были подчинены «прислужники», беспрекословно ему повиновавшиеся; он заведовал братскими суммами (а там, где существовали неэманим, сообща с ними) и обязан был отчитываться.

### Взносы
Средства братств составлялись из членских взносов — сумм, вырученных за места на кладбище, из разных других поступлений, например, сборов во время торжеств (при обряде обрезания, на свадьбах) и взносов посторонних лиц.

## Церемонии
Члены хевры кадиши имеют свои особые покаянные молитвы (слихо́т).

### Ритуальное омовение
Церемония обмывания покойника перед погребением именуется тахара (то́гора, та́хара).